# Mehmet Ekici
Mehmet Ekici est un footballeur international turc, allemand de naissance, né le 25 mars 1990 à Munich en Allemagne. Il évolue au poste de milieu de terrain.
Cet espoir allemand formé au Bayern Munich a choisi en 2010 de jouer avec l'équipe de Turquie.

## Biographie

### Carrière en club
Formé au Bayern Munich, Ekici a commencé sa carrière au sein de l'équipe réserve du club bavarois en 2007. Nommé dans le groupe appelé à disputer les Ligues des champions 2008-2009 et 2009-2010, il est promu en équipe première en janvier 2010, avec deux autres espoirs, Diego Contento et David Alaba. En février de la même année, il signe son premier contrat professionnel avec le Bayern Munich. Mais, inutilisé par l'entraîneur Louis van Gaal puis blessé, il est prêté en juin 2010, au club de 1. FC Nuremberg pour une durée d'un an. 
Après une excellente saison en prêt, il s'engage au Werder Brême pour la saison 2011-2012 et un contrat de 4 ans.
Le 18 août 2014, il signe à Trabzonspor.

### Carrière internationale
Mehmet Ekici étant allemand de naissance, il a été sélectionné dans toutes les catégories de jeunes de la Nationalmannschaft.
Mais en 2010, il est convoqué par Guus Hiddink le sélectionneur de la Turquie, pays de ses parents. Ekici joue un match amical contre les Pays-Bas et devient par conséquent international turc.

## Statistiques
| Saison      | Club          | Pays       | Championnat        | Coupes nationales | Coupes d’Europe  | Sélection Turquie |
| ----------- | ------------- | ---------- | ------------------ | ----------------- | ---------------- | ----------------- |
| 2008 - 2009 | Bayern Munich | Bundesliga | -                  | 1 match / 1 but   | -                | -                 |
| 2009 - 2010 | Bayern Munich | Bundesliga | -                  | -                 | -                | -                 |
| 2010 - 2011 | FC Nuremberg  | Bundesliga | 32 matchs / 3 buts | 4 matchs / 1 but  | -                | 4 sélections      |
| 2011 - 2012 | Werder Brême  | Bundesliga | 21 matchs / 1 but  | 1 match           | -                | 3 sélections      |
| 2012 - 2013 | Werder Brême  | Bundesliga | 9 matchs / 2 buts  | -                 | -                | 2 sélections      |
| 2013 - 2014 | Werder Brême  | Bundesliga | 11 matchs 1 but    | 1 match           |                  |                   |
| 2014 - 2015 | Trabzonspor   | Süper Lig  | 29 matchs / 9 buts | 6 matchs          | 7 matchs / 1 but | 3 sélections      |
| 2015 - 2016 | Trabzonspor   | Süper Lig  | 13 matchs / 3 buts | 2 matchs          | 2 matchs / 1 but |                   |
| 2016 - 2017 | Trabzonspor   | Süper Lig  |                    |                   |                  |                   |